# ミラード・ジョンソン
ミラード・ジョンソン (Millard Johnson) は、オーストラリアの映画プロデューサー、映画館経営者で、ウィリアム・ギブソンとの共同事業によって最もよく知られた。ジョンソンがギブソンに出会ったのは、ギブソンがジョンソンの父の化学工場で働いていたことがきっかけだった。ふたりはやがて、ジョンソン・アンド・ギブソン (Johnson and Gibson) を設立し、映画の上映のほか、撮影やフィルムの現像処理なども手がけた。ジョンソンは、おそらくは、初期のフィーチャー映画（長編映画）として知られる1906年の映画『The Story of the Kelly Gang』の撮影監督を務めたものと考えられている。
ジョンソンとギブソンは、後にアマルガメイテッド・ピクチャーズの設立に参画した。1913年から1920年代にかけて、ジョンソンは、アメリカ合衆国において、オーストラリアン・フィルムズを代表する映画買い付け担当者として働いた。